# Jardín Botánico Litoral Paul Jovet
El Jardín botánico litoral Paul Jovet (en francés: Jardin botanique littoral Paul Jovet) es un jardín botánico privado sin ánimo de lucro de 2.5 hectáreas de extensión, que se encuentra en San Juan de Luz, Francia.

## Localización
Jardin botanique littoral Paul Jovet, 31, avenue Gaëtan de Bernoville, San Juan de Luz, Département de Pyrénées-Atlantiques, Aquitaine, Francia.
Se encuentra abierto varios días por semana en los meses cálidos del año; se cobra una tarifa de entrada.

## Historia
El jardín fue previsto primero en los años 80 por el botánico francés Paul Jovet (1896-1991) del Museo Nacional de historia natural en Biarritz.
Las primeras excavaciones de la charca y el ajardinamiento se efectuaron en 1991, con los primeros árboles plantados en 1996 y comenzando en 2003 los intercambios de plantas.
En 2008 se abrió al público.

## Colecciones
El jardín se centra en la flora regional y el medioambiente natural de la costa. Se ubica encima de un acantilado rocoso de unos 50 metros sobre el Océano Atlántico. Conserva un bosquete indígena mixto de roble-pino y áreas de humedal, y proporciona una amplia gama de hábitat para las plantas de la flora local. Los terrenos se organizan como sigue:
- Colección de magnolias
- Plantas procedentes de los cinco continentes
- Jardín de plantas cotidianas
- Robles del Atlántico
- Rocalla
- Brezos de la costa
- Plantas de acantilados
- Plazas botánicas
- Dunas
- Humedales
- Bosquete costero mixto de roble-pino.

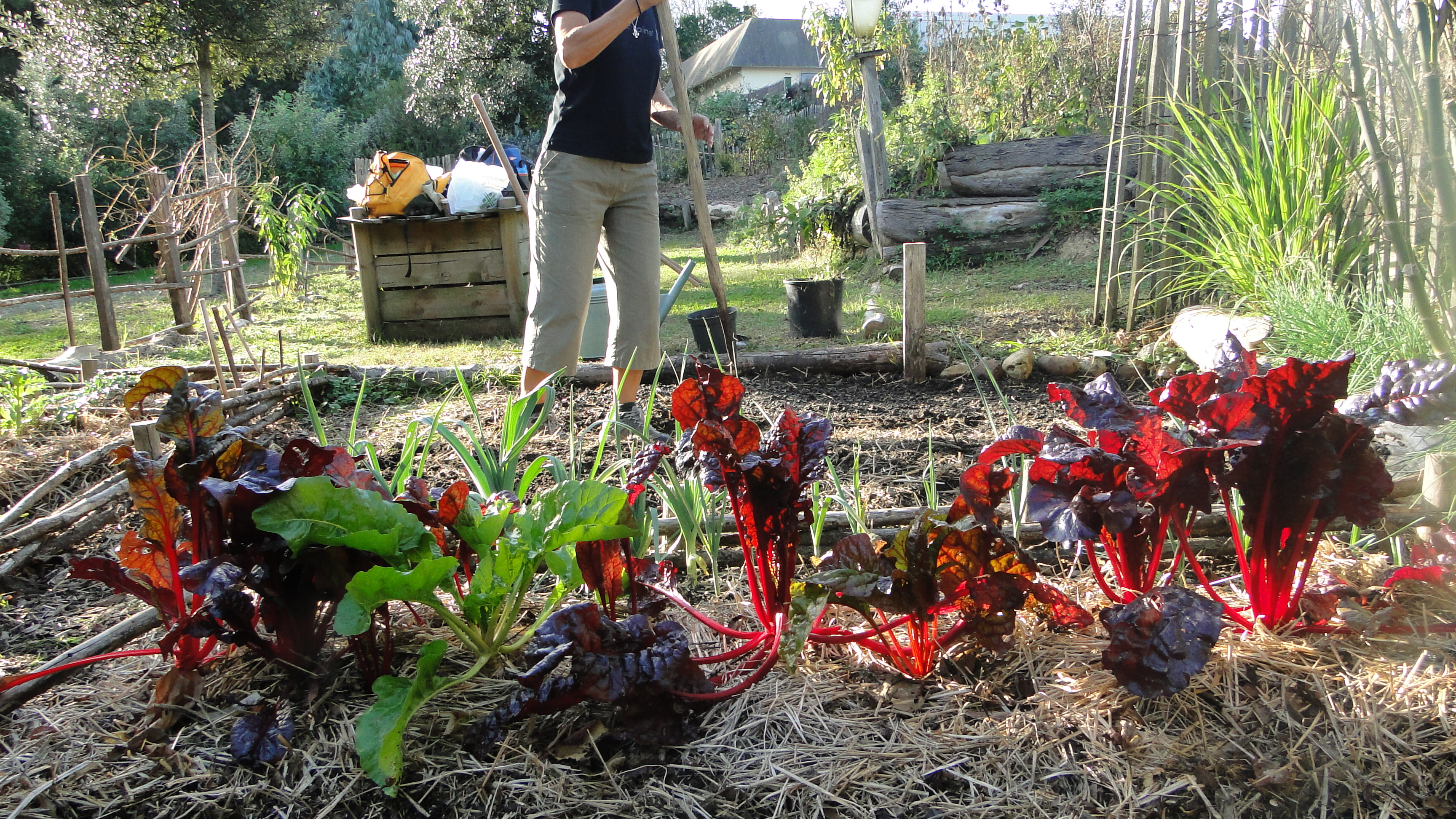
Atelier jardinage.
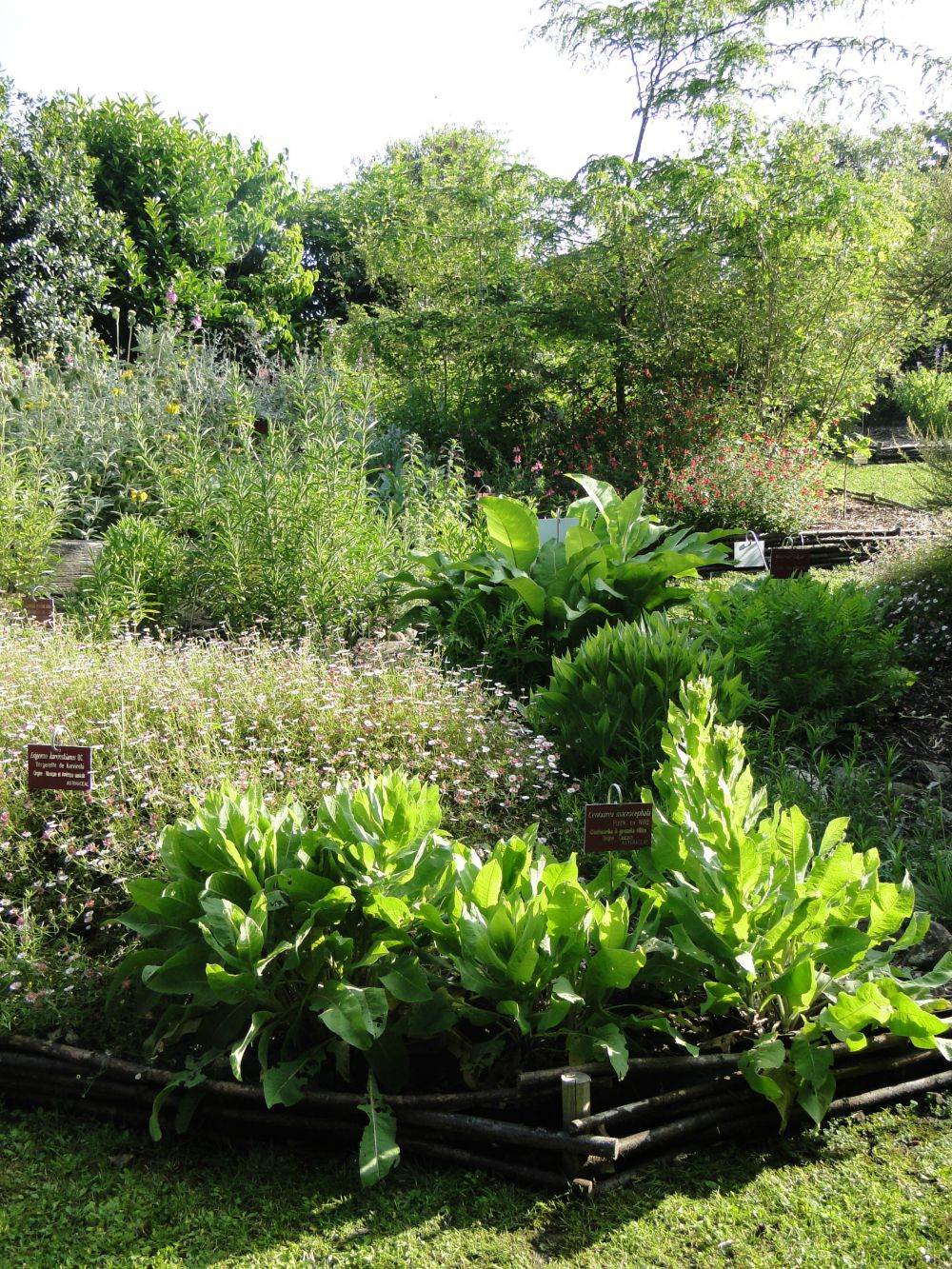
Laberinto botánico.
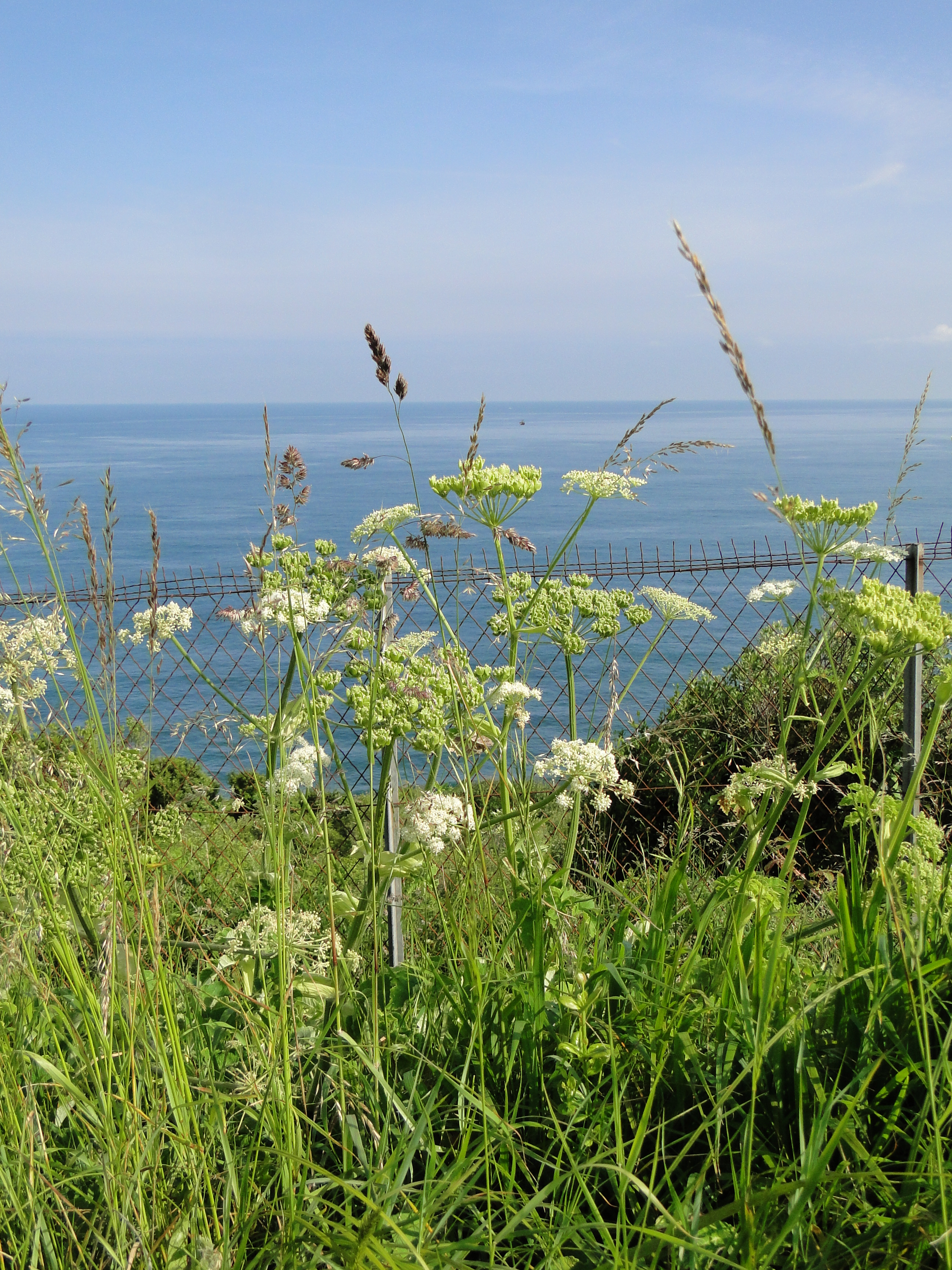
Vista sobre el océano.
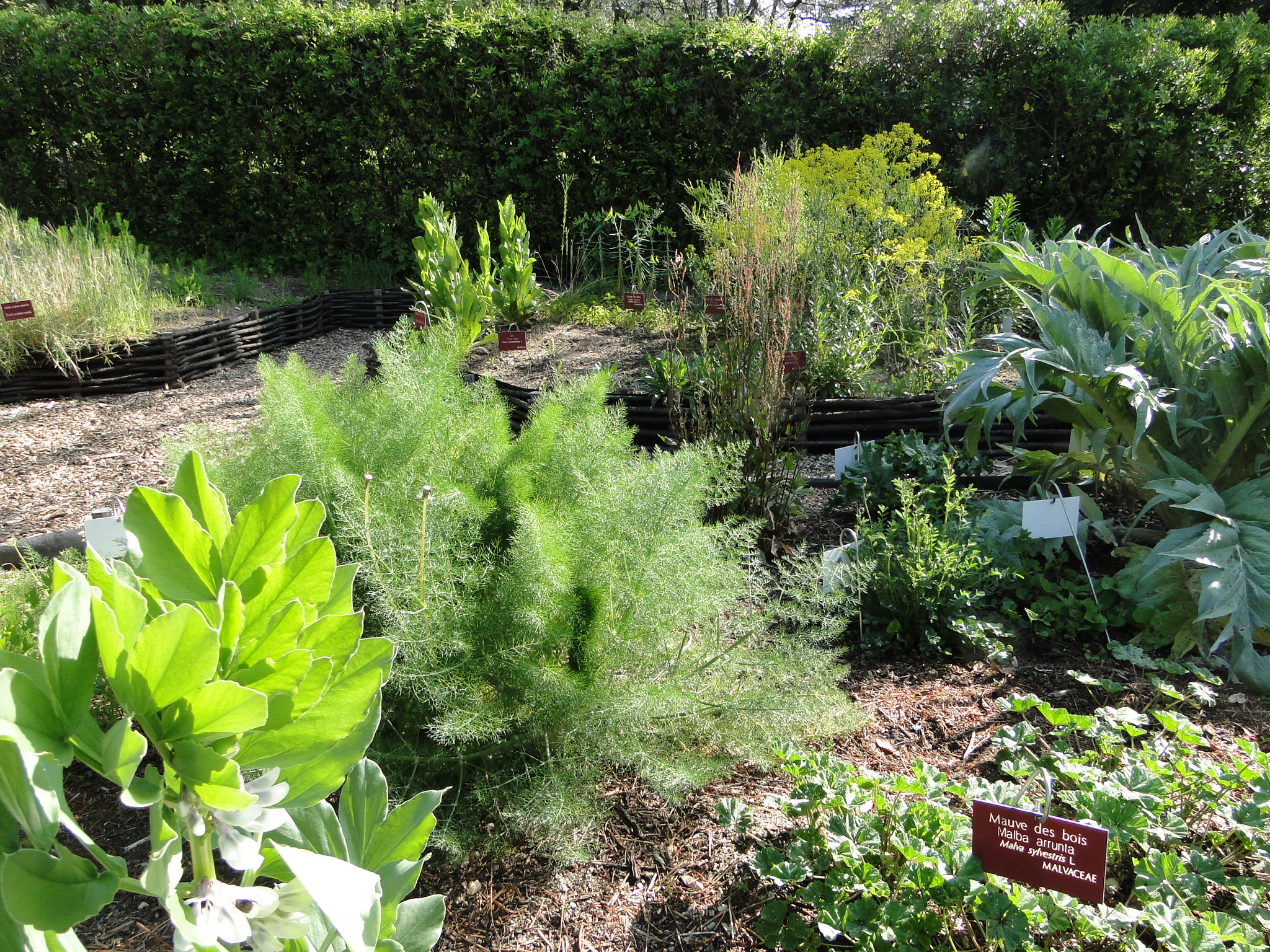
Jardín de plantas útiles.
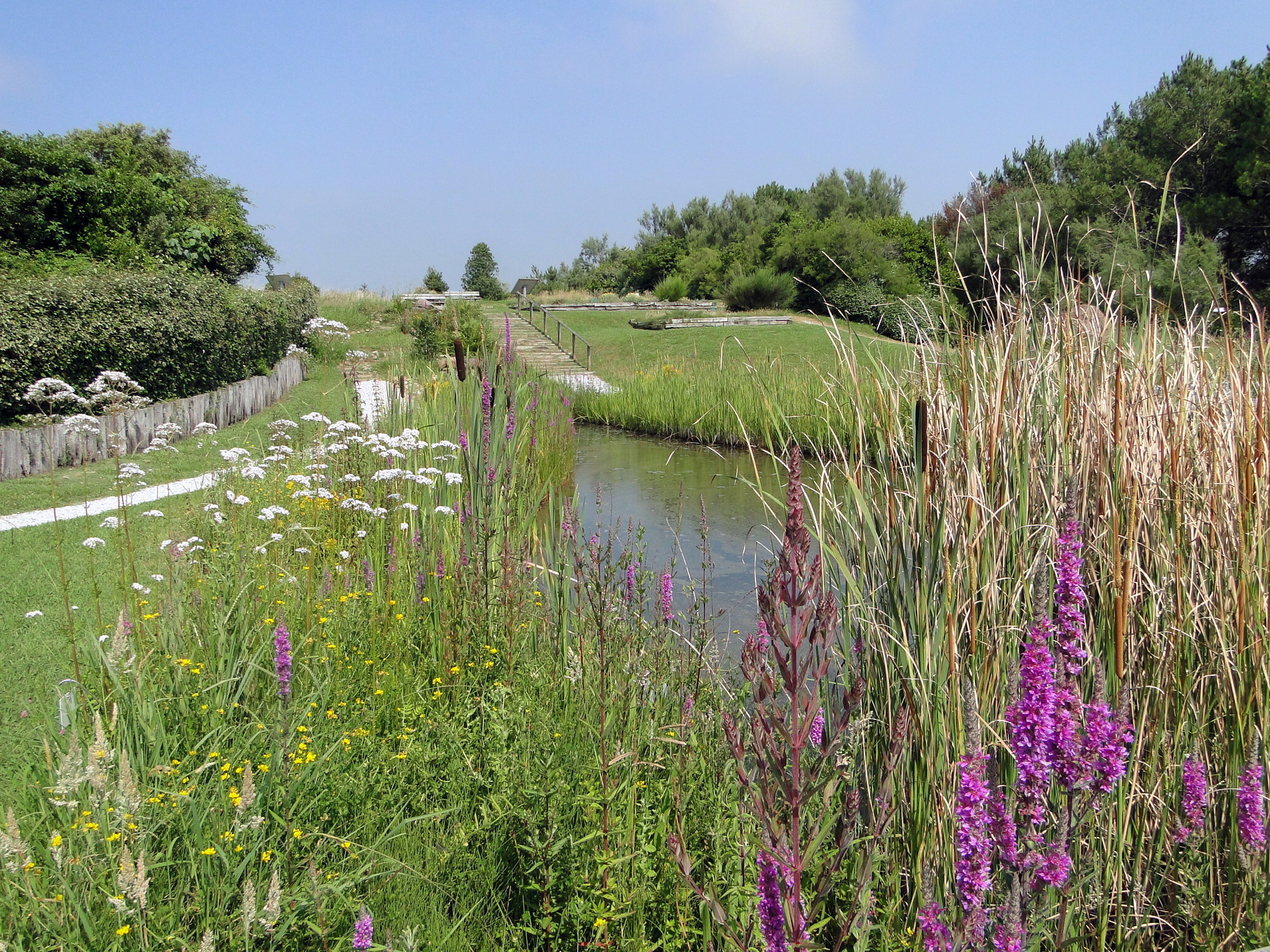
Jardín de medio húmedo.